# Пискунов, Николай Семёнович
Николай Семёнович Пискунов (9 мая 1908 — 1977) — советский математик и механик.

## Биография
Родился 9 мая 1908 года в деревне Фрольцово, ныне Ивановская область. Окончил Ярославский педагогический институт в 1929 году.
Доктор физико-математических наук, профессор (1939).
С 1941 года работал в Математическом институте АН СССР.
Труды по теории дифференциальных уравнений в частных производных, математической физике, математическому моделированию, гидромеханике. Автор ряда учебных пособий для вузов.
Заслуженный деятель науки РСФСР (1965).

## Книги

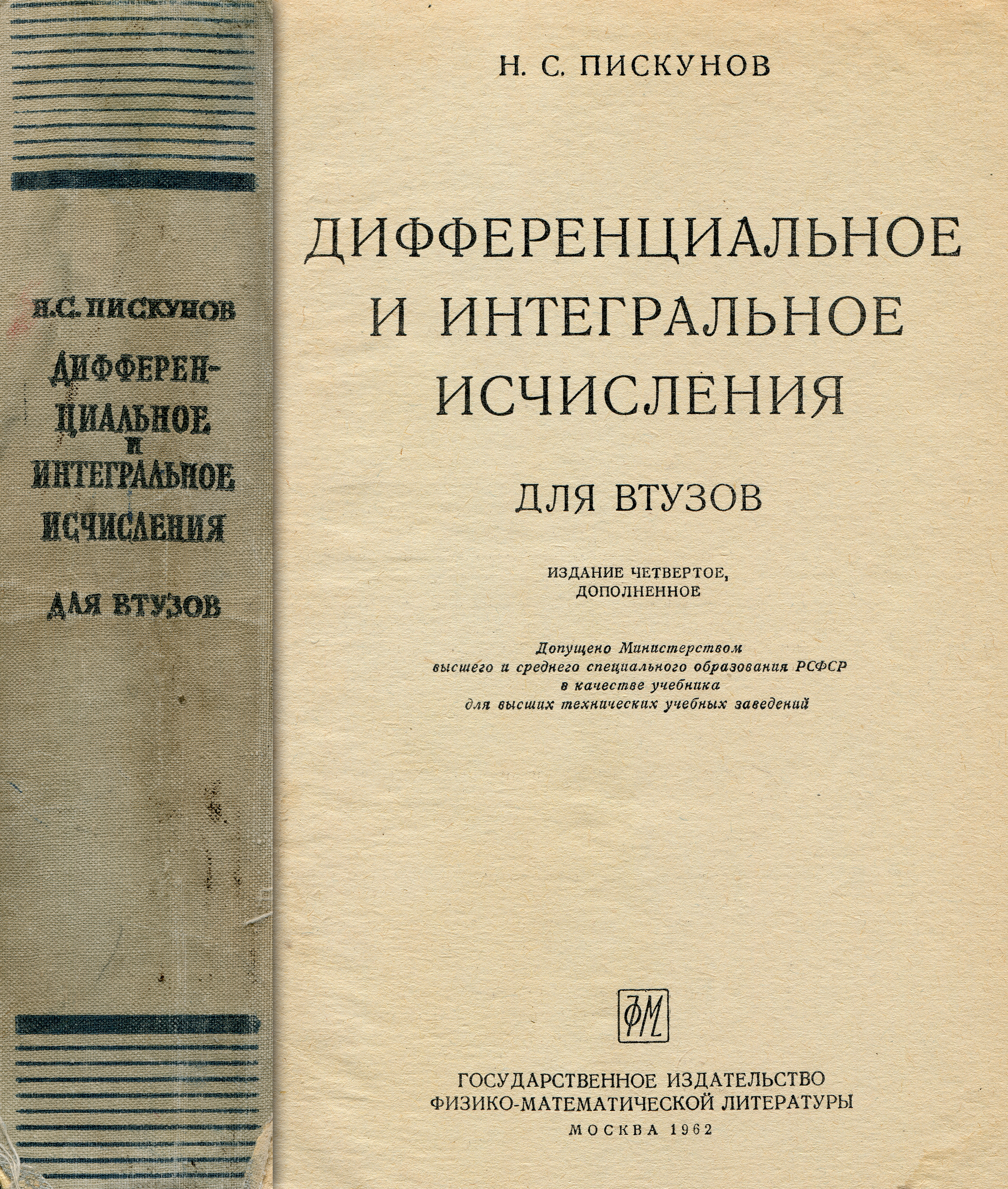
Дифференциальное и интегральное исчисления. Н.С.Пискунов. 1962 год.

Дифференциальное и интегральное исчисления, Том 1
Дифференциальное и интегральное исчисления, Том 2